# Pleurothallis eidos
Pleurothallis eidos är en orkidéart som beskrevs av Carlyle August Luer. Pleurothallis eidos ingår i släktet Pleurothallis och familjen orkidéer. Inga underarter finns listade i Catalogue of Life.